# Yelm (Washington)
Pour les articles homonymes, voir Yelm.
Yelm est une ville américaine située dans le comté de Thurston, dans l'État de Washington. Selon le recensement de 2020, sa population est de 10 617 habitants.